# 7-й Західний провулок (Житомир)
7-й Західний провулок — провулок в Богунському районі міста Житомира.

## Характеристики
Розташований на Мальованці. Бере початок з 4-го Західного провулка. Прямує на північний захід. Завершується перехрестям з Березівською вулицею. Має перехрестя з провулком 6-м Західним.

## Історія
Забудова почала формуватися у першій половині XX століття (на перехресті з Березівською вулицею). Провулок виник і отримав назву у 1959 році. До кінця 1960-х років провулок та його забудова переважно сформувалися. 